# Liste der Stolpersteine in Geilenkirchen
Die Liste der Stolpersteine in Geilenkirchen enthält die Stolpersteine in Geilenkirchen, gelegen im Kreis Heinsberg in Nordrhein-Westfalen. Sie erinnern an das Schicksal der Menschen aus dieser Stadt, die von Nationalsozialisten ermordet, deportiert, vertrieben oder in den Suizid getrieben worden sind. Die Stolpersteine wurden von Gunter Demnig verlegt. Sie werden im Regelfall vor dem letzten selbstgewählten Wohnort des Opfers verlegt.
Die erste Verlegung in Geilenkirchen fand am 5. März 2013 statt.

## Verlegte Stolpersteine
In Geilenkirchen wurden von 2013 bis 2019 96 Stolpersteine verlegt.
| Bild | Person, Inschrift | Verlegeort                   | Verlegedatum  | Zusätzliche Informationen |
| --- | --- | ---------------------------- | ------------- | ------------------------- |
| Bild gesucht Die Wikipedia wünscht sich an dieser Stelle ein Bild vom hier behandelten Ort. Falls du dabei helfen möchtest, erklärt die Anleitung , wie das geht. BW | HIER WOHNTE HERMANN DAHL JG. 1871 DEPORTIERT 1942 THERESIENSTADT ERMORDET 19.4.1944                                                                  | Konrad-Adenauer-Straße 44 ·  | 8. Mai 2015   |                           |
| Bild gesucht Die Wikipedia wünscht sich an dieser Stelle ein Bild vom hier behandelten Ort. Falls du dabei helfen möchtest, erklärt die Anleitung , wie das geht. BW | HIER WOHNTE ROSA DAHL JG. 1877 GEB. STERN DEPORTIERT 1942 THERESIENSTADT ERMORDET 4.3.1944                                                           | Konrad-Adenauer-Straße 44 ·  | 8. Mai 2015   |                           |
| Bild gesucht Die Wikipedia wünscht sich an dieser Stelle ein Bild vom hier behandelten Ort. Falls du dabei helfen möchtest, erklärt die Anleitung , wie das geht. BW | HIER WOHNTE WALTER DAHL JG. 1906 FLUCHT 1936 PALÄSTINA                                                                                               | Konrad-Adenauer-Straße 44 ·  | 8. Mai 2015   |                           |
| Bild gesucht Die Wikipedia wünscht sich an dieser Stelle ein Bild vom hier behandelten Ort. Falls du dabei helfen möchtest, erklärt die Anleitung , wie das geht. BW | HIER WOHNTE HANS DAHL JG. 1908 FLUCHT 1936 FRANKREICH CHILE                                                                                          | Konrad-Adenauer-Straße 44 ·  | 8. Mai 2015   |                           |
| Bild gesucht Die Wikipedia wünscht sich an dieser Stelle ein Bild vom hier behandelten Ort. Falls du dabei helfen möchtest, erklärt die Anleitung , wie das geht. BW | HIER WOHNTE ROSA DAHL JG. 1909 FLUCHT 1936 FRANKREICH MIT HILFE BEFREIT / ÜBERLEBT                                                                   | Konrad-Adenauer-Straße 44 ·  | 8. Mai 2015   |                           |
| Bild gesucht Die Wikipedia wünscht sich an dieser Stelle ein Bild vom hier behandelten Ort. Falls du dabei helfen möchtest, erklärt die Anleitung , wie das geht. BW | HIER WOHNTE KURT DAHL JG. 1914 FLUCHT KANADA | Konrad-Adenauer-Straße 44 ·  | 8. Mai 2015   |                           |
| Bild gesucht Die Wikipedia wünscht sich an dieser Stelle ein Bild vom hier behandelten Ort. Falls du dabei helfen möchtest, erklärt die Anleitung , wie das geht. BW | HIER WOHNTE EMIL DAHL JG. 1881 DEPORTIERT 1942 IZBICA ERMORDET                                                                                       | Konrad-Adenauer-Straße 106 · | 5. März 2013  |                           |
| Bild gesucht Die Wikipedia wünscht sich an dieser Stelle ein Bild vom hier behandelten Ort. Falls du dabei helfen möchtest, erklärt die Anleitung , wie das geht. BW | HIER WOHNTE CLARA DAHL JG. 1892 GEB. DAVID DEPORTIERT 1942 IZBICA ERMORDET                                                                           | Konrad-Adenauer-Straße 106 · | 5. März 2013  |                           |
| Bild gesucht Die Wikipedia wünscht sich an dieser Stelle ein Bild vom hier behandelten Ort. Falls du dabei helfen möchtest, erklärt die Anleitung , wie das geht. BW | HIER WOHNTE HILDE DAHL JG. 1914 FLUCHT USA ÜBERLEBT                                                                                                  | Konrad-Adenauer-Straße 106 · | 5. März 2013  |                           |
| Bild gesucht Die Wikipedia wünscht sich an dieser Stelle ein Bild vom hier behandelten Ort. Falls du dabei helfen möchtest, erklärt die Anleitung , wie das geht. BW | HIER WOHNTE ILSE DAHL JG. 1916 FLUCHT USA ÜBERLEBT                                                                                                   | Konrad-Adenauer-Straße 106 · | 5. März 2013  |                           |
| Bild gesucht Die Wikipedia wünscht sich an dieser Stelle ein Bild vom hier behandelten Ort. Falls du dabei helfen möchtest, erklärt die Anleitung , wie das geht. BW | HIER WOHNTE ERICH DAHL JG. 1920 FLUCHT USA ÜBERLEBT                                                                                                  | Konrad-Adenauer-Straße 106 · | 5. März 2013  |                           |
| Bild gesucht Die Wikipedia wünscht sich an dieser Stelle ein Bild vom hier behandelten Ort. Falls du dabei helfen möchtest, erklärt die Anleitung , wie das geht. BW | HIER WOHNTE EMIL GOTTSCHALK JG. 1895 FLUCHT 1938 BELGIEN INTERNIERT MECHELEN DEPORTIERT 1942 ERMORDET IN AUSCHWITZ                                   | Konrad-Adenauer-Straße 124 · | 5. März 2013  |                           |
| Bild gesucht Die Wikipedia wünscht sich an dieser Stelle ein Bild vom hier behandelten Ort. Falls du dabei helfen möchtest, erklärt die Anleitung , wie das geht. BW | HIER WOHNTE IDA GOTTSCHALK JG. 1876 GEB. KAHN DEPORTIERT 1942 THERESIENSTADT ERMORDET 2.9.1943                                                       | Konrad-Adenauer-Straße 124 · | 5. März 2013  |                           |
| Bild gesucht Die Wikipedia wünscht sich an dieser Stelle ein Bild vom hier behandelten Ort. Falls du dabei helfen möchtest, erklärt die Anleitung , wie das geht. BW | HIER WOHNTE ERNST GOTTSCHALK JG. 1899 DEPORTIERT 1941 RIGA ERMORDET                                                                                  | Konrad-Adenauer-Straße 124 · | 5. März 2013  |                           |
| Bild gesucht Die Wikipedia wünscht sich an dieser Stelle ein Bild vom hier behandelten Ort. Falls du dabei helfen möchtest, erklärt die Anleitung , wie das geht. BW | HIER WOHNTE HERTA GOTTSCHALK JG. 1899 DEPORTIERT 1941 RIGA ERMORDET                                                                                  | Konrad-Adenauer-Straße 124 · | 5. März 2013  |                           |
| Bild gesucht Die Wikipedia wünscht sich an dieser Stelle ein Bild vom hier behandelten Ort. Falls du dabei helfen möchtest, erklärt die Anleitung , wie das geht. BW | HIER WOHNTE JACOB HERTZ JG. 1860 FLUCHT HOLLAND INTERNIERT WESTERBORK DEPORTIERT 1943 SOBIBOR ERMORDET                                               | Konrad-Adenauer-Straße 134 · | 5. März 2013  |                           |
| Bild gesucht Die Wikipedia wünscht sich an dieser Stelle ein Bild vom hier behandelten Ort. Falls du dabei helfen möchtest, erklärt die Anleitung , wie das geht. BW | HIER WOHNTE DORA HERTZ JG. 1866 GEB. HIRSCH FLUCHT HOLLAND VERSTECKT / VERSTORBEN                                                                    | Konrad-Adenauer-Straße 134 · | 5. März 2013  |                           |
| Bild gesucht Die Wikipedia wünscht sich an dieser Stelle ein Bild vom hier behandelten Ort. Falls du dabei helfen möchtest, erklärt die Anleitung , wie das geht. BW | HIER WOHNTE ERNST HERTZ JG. 1896 FLUCHT HOLLAND INTERNIERT WESTERBORK DEPORTIERT 1943 BERGEN-BELSEN 1944 THERESIENSTADT ERMORDET IN AUSCHWITZ        | Konrad-Adenauer-Straße 134 · | 5. März 2013  |                           |
| Bild gesucht Die Wikipedia wünscht sich an dieser Stelle ein Bild vom hier behandelten Ort. Falls du dabei helfen möchtest, erklärt die Anleitung , wie das geht. BW | HIER WOHNTE ALBERT HERTZ JG. 1898 FLUCHT HOLLAND VERSTECKT / ÜBERLEBT                                                                                | Konrad-Adenauer-Straße 134 · | 5. März 2013  |                           |
| Bild gesucht Die Wikipedia wünscht sich an dieser Stelle ein Bild vom hier behandelten Ort. Falls du dabei helfen möchtest, erklärt die Anleitung , wie das geht. BW | HIER WOHNTE HUGO HERTZ JG. 1898 FLUCHT HOLLAND PALÄSTINA ÜBERLEBT                                                                                    | Konrad-Adenauer-Straße 134 · | 5. März 2013  |                           |
| Bild gesucht Die Wikipedia wünscht sich an dieser Stelle ein Bild vom hier behandelten Ort. Falls du dabei helfen möchtest, erklärt die Anleitung , wie das geht. BW | HIER WOHNTE BERTHA HERTZ JG. 1904 FLUCHT HOLLAND VERSTECKT / ÜBERLEBT                                                                                | Konrad-Adenauer-Straße 134 · | 5. März 2013  |                           |
| Bild gesucht Die Wikipedia wünscht sich an dieser Stelle ein Bild vom hier behandelten Ort. Falls du dabei helfen möchtest, erklärt die Anleitung , wie das geht. BW | HIER WOHNTE GABRIEL HERMANN FRENKEL JG. 1869 DEPORTIERT 1942 THERESIENSTADT ERMORDET 30.10.1942                                                      | Konrad-Adenauer-Straße 142 · | 5. März 2013  |                           |
| Bild gesucht Die Wikipedia wünscht sich an dieser Stelle ein Bild vom hier behandelten Ort. Falls du dabei helfen möchtest, erklärt die Anleitung , wie das geht. BW | HIER WOHNTE IDA FRENKEL JG. 1882 GEB. MOSES DEPORTIERT 1942 ERMORDET IN THERESIENSTADT                                                               | Konrad-Adenauer-Straße 142 · | 5. März 2013  |                           |
| Bild gesucht Die Wikipedia wünscht sich an dieser Stelle ein Bild vom hier behandelten Ort. Falls du dabei helfen möchtest, erklärt die Anleitung , wie das geht. BW | HIER WOHNTE ERWIN FRENKEL JG. 1910 FLUCHT HOLLAND INTERNIERT WESTERBORK DEPORTIERT 1942 AUSCHWITZ ERMORDET 15.8.1942                                 | Konrad-Adenauer-Straße 142 · | 5. März 2013  |                           |
| Bild gesucht Die Wikipedia wünscht sich an dieser Stelle ein Bild vom hier behandelten Ort. Falls du dabei helfen möchtest, erklärt die Anleitung , wie das geht. BW | HIER WOHNTE ALWIN GOTTSCHALK JG. 1902 FLUCHT 1939 HOLLAND INTERNIERT WESTERBORK DEPORTIERT 1943 ERMORDET IN SOBIBOR                                  | Konrad-Adenauer-Straße 156 · | 5. März 2013  |                           |
| Bild gesucht Die Wikipedia wünscht sich an dieser Stelle ein Bild vom hier behandelten Ort. Falls du dabei helfen möchtest, erklärt die Anleitung , wie das geht. BW | HIER WOHNTE SELMA GOTTSCHALK JG. 1900 GEB. KEYSER FLUCHT 1939 HOLLAND INTERNIERT WESTERBORK DEPORTIERT 1943 ERMORDET IN SOBIBOR                      | Konrad-Adenauer-Straße 156 · | 5. März 2013  |                           |
| Bild gesucht Die Wikipedia wünscht sich an dieser Stelle ein Bild vom hier behandelten Ort. Falls du dabei helfen möchtest, erklärt die Anleitung , wie das geht. BW | HIER WOHNTE JULIUS GOTTSCHALK JG. 1906 FLUCHT HOLLAND VERSTECKT / ÜBERLEBT                                                                           | Konrad-Adenauer-Straße 162 · | 5. März 2013  |                           |
| Bild gesucht Die Wikipedia wünscht sich an dieser Stelle ein Bild vom hier behandelten Ort. Falls du dabei helfen möchtest, erklärt die Anleitung , wie das geht. BW | HIER WOHNTE MARIA ANNA GOTTSCHALK JG. 1872 GEB. FRENKEL FLUCHT 1937 HOLLAND MIT HILFE ÜBERLEBT                                                       | Konrad-Adenauer-Straße 162 · | 13. Nov. 2019 |                           |
| Bild gesucht Die Wikipedia wünscht sich an dieser Stelle ein Bild vom hier behandelten Ort. Falls du dabei helfen möchtest, erklärt die Anleitung , wie das geht. BW | HIER WOHNTE FRITZ GOTTSCHALK JG. 1896 FLUCHT 1937 HOLLAND INTERNIERT WESTERBORK DEPORTIERT 1944 THERESIENSTADT ERMORDET 1.10.1944 AUSCHWITZ          | Konrad-Adenauer-Straße 175 · | 4. Juni 2014  |                           |
| Bild gesucht Die Wikipedia wünscht sich an dieser Stelle ein Bild vom hier behandelten Ort. Falls du dabei helfen möchtest, erklärt die Anleitung , wie das geht. BW | HIER WOHNTE REGINA GOTTSCHALK JG. 1901 GEB. GOTTSCHALK FLUCHT 1939 HOLLAND INTERNIERT WESTERBORK DEPORTIERT 1944 THERESIENSTADT BEFREIT / ÜBERLEBT   | Konrad-Adenauer-Straße 175 · | 4. Juni 2014  |                           |
| Bild gesucht Die Wikipedia wünscht sich an dieser Stelle ein Bild vom hier behandelten Ort. Falls du dabei helfen möchtest, erklärt die Anleitung , wie das geht. BW | HIER WOHNTE HELGA GOTTSCHALK JG. 1932 FLUCHT 1939 HOLLAND 1940 ENGLAND                                                                               | Konrad-Adenauer-Straße 175 · | 4. Juni 2014  |                           |
| Bild gesucht Die Wikipedia wünscht sich an dieser Stelle ein Bild vom hier behandelten Ort. Falls du dabei helfen möchtest, erklärt die Anleitung , wie das geht. BW | HIER WOHNTE KURT GOTTSCHALK JG. 1937 FLUCHT 1939 HOLLAND 1940 ENGLAND                                                                                | Konrad-Adenauer-Straße 175 · | 4. Juni 2014  |                           |
| Bild gesucht Die Wikipedia wünscht sich an dieser Stelle ein Bild vom hier behandelten Ort. Falls du dabei helfen möchtest, erklärt die Anleitung , wie das geht. BW | HIER WOHNTE PAUL GOTTSCHALK JG. 1871 FLUCHT 1937 HOLLAND INTERNIERT WESTERBORK DEPORTIERT 1943 SOBIBOR ERMORDET 28.5.1943                            | Konrad-Adenauer-Straße 183 · | 22. Juni 2016 |                           |
| Bild gesucht Die Wikipedia wünscht sich an dieser Stelle ein Bild vom hier behandelten Ort. Falls du dabei helfen möchtest, erklärt die Anleitung , wie das geht. BW | HIER WOHNTE LIESEL GOTTSCHALK JG. 1921 FLUCHT 1937 HOLLAND INTERNIERT WESTERBORK DEPORTIERT 1943 SOBIBOR ERMORDET 5.3.1943                           | Konrad-Adenauer-Straße 183 · | 22. Juni 2016 |                           |
| Bild gesucht Die Wikipedia wünscht sich an dieser Stelle ein Bild vom hier behandelten Ort. Falls du dabei helfen möchtest, erklärt die Anleitung , wie das geht. BW | HIER WOHNTE RUTH ELFRIEDE GOTTSCHALK JG. 1925 FLUCHT 1937 HOLLAND INTERNIERT WESTERBORK DEPORTIERT 1943 MAJDANEK ERMORDET 30.11.1943                 | Konrad-Adenauer-Straße 183 · | 22. Juni 2016 |                           |
| Bild gesucht Die Wikipedia wünscht sich an dieser Stelle ein Bild vom hier behandelten Ort. Falls du dabei helfen möchtest, erklärt die Anleitung , wie das geht. BW | HIER WOHNTE HELENE HORN GEB. GOTTSCHALK JG. 1864 FLUCHT HOLLAND TOT 13.9.1940 SITTARD                                                                | Konrad-Adenauer-Straße 183 · | 22. Juni 2016 |                           |
| Bild gesucht Die Wikipedia wünscht sich an dieser Stelle ein Bild vom hier behandelten Ort. Falls du dabei helfen möchtest, erklärt die Anleitung , wie das geht. BW | HIER WOHNTE EDUARD HORN JG. 1896 UMZUG 1932 HOLLAND INTERNIERT WESTERBORK DEPORTIERT 1943 AUSCHWITZ ERMORDET 10.1.1944                               | Konrad-Adenauer-Straße 185 · | 22. Juni 2016 |                           |
| Bild gesucht Die Wikipedia wünscht sich an dieser Stelle ein Bild vom hier behandelten Ort. Falls du dabei helfen möchtest, erklärt die Anleitung , wie das geht. BW | HIER WOHNTE PAULINE HORN JG. 1902 GEB. WINDMÜLLER UMZUG 1932 HOLLAND INTERNIERT WESTERBORK DEPORTIERT 1943 SOBIBOR ERMORDET 11.6.1943                | Konrad-Adenauer-Straße 185 · | 22. Juni 2016 |                           |
| Bild gesucht Die Wikipedia wünscht sich an dieser Stelle ein Bild vom hier behandelten Ort. Falls du dabei helfen möchtest, erklärt die Anleitung , wie das geht. BW | HIER WOHNTE LEOPOLD LUDWIG HORN JG. 1930 UMZUG 1932 HOLLAND INTERNIERT WESTERBORK DEPORTIERT 1943 SOBIBOR ERMORDET 11.6.1943                         | Konrad-Adenauer-Straße 185 · | 22. Juni 2016 |                           |
| Bild gesucht Die Wikipedia wünscht sich an dieser Stelle ein Bild vom hier behandelten Ort. Falls du dabei helfen möchtest, erklärt die Anleitung , wie das geht. BW | HIER WOHNTE HELENE HORN GEB. GOTTSCHALK JG. 1904 FLUCHT 1939 HOLLAND INTERNIERT WESTERBORK DEPORTIERT AUSCHWITZ ERMORDET 17.9.1943                   | Konrad-Adenauer-Straße 185 · | 13. Nov. 2019 |                           |
| Bild gesucht Die Wikipedia wünscht sich an dieser Stelle ein Bild vom hier behandelten Ort. Falls du dabei helfen möchtest, erklärt die Anleitung , wie das geht. BW | HIER WOHNTE MORITZ MEIER JG. 1886 'SCHUTZHAFT' 1938 SACHSENHAUSEN UNFREIWILLIG VERZOGEN AACHEN SCHICKSAL UNBEKANNT                                   | Konrad-Adenauer-Straße 197 · | 13. Nov. 2019 |                           |
| Bild gesucht Die Wikipedia wünscht sich an dieser Stelle ein Bild vom hier behandelten Ort. Falls du dabei helfen möchtest, erklärt die Anleitung , wie das geht. BW | HIER WOHNTE ELLY MEIER GEB. LICHTENSTEIN JG. 1892 UNFREIWILLIG VERZOGEN AACHEN SCHICKSAL UNBEKANNT                                                   | Konrad-Adenauer-Straße 197 · | 13. Nov. 2019 |                           |
| Bild gesucht Die Wikipedia wünscht sich an dieser Stelle ein Bild vom hier behandelten Ort. Falls du dabei helfen möchtest, erklärt die Anleitung , wie das geht. BW | HIER WOHNTE GRETE MEIER JG. 1922 UNFREIWILLIG VERZOGEN AACHEN SCHICKSAL UNBEKANNT                                                                    | Konrad-Adenauer-Straße 197 · | 13. Nov. 2019 |                           |
| Bild gesucht Die Wikipedia wünscht sich an dieser Stelle ein Bild vom hier behandelten Ort. Falls du dabei helfen möchtest, erklärt die Anleitung , wie das geht. BW | HIER WOHNTE HEINZ MEIER JG. 1931 UNFREIWILLIG VERZOGEN AACHEN SCHICKSAL UNBEKANNT                                                                    | Konrad-Adenauer-Straße 197 · | 13. Nov. 2019 |                           |
| Bild gesucht Die Wikipedia wünscht sich an dieser Stelle ein Bild vom hier behandelten Ort. Falls du dabei helfen möchtest, erklärt die Anleitung , wie das geht. BW | HIER WOHNTE GUSTAV GOTTSCHALK JG. 1869 DEPORTIERT 1942 THERESIENSTADT ERMORDET 15.8.1942                                                             | Konrad-Adenauer-Straße 201 · | 22. Juni 2016 |                           |
| Bild gesucht Die Wikipedia wünscht sich an dieser Stelle ein Bild vom hier behandelten Ort. Falls du dabei helfen möchtest, erklärt die Anleitung , wie das geht. BW | HIER WOHNTE REGINA GOTTSCHALK JG. 1874 GEB. COHEN DEPORTIERT 1942 THERESIENSTADT 1942 TREBLI ERMORDET                                                | Konrad-Adenauer-Straße 201 · | 22. Juni 2016 |                           |
| Bild gesucht Die Wikipedia wünscht sich an dieser Stelle ein Bild vom hier behandelten Ort. Falls du dabei helfen möchtest, erklärt die Anleitung , wie das geht. BW | HIER WOHNTE WILHELM GOTTSCHALK JG. 1866 DEPORTIERT 1942 THERESIENSTADT 1942 TREBLINKA ERMORDET                                                       | Konrad-Adenauer-Straße 228 · | 22. Juni 2016 |                           |
| Bild gesucht Die Wikipedia wünscht sich an dieser Stelle ein Bild vom hier behandelten Ort. Falls du dabei helfen möchtest, erklärt die Anleitung , wie das geht. BW | HIER WOHNTE KARL GOTTSCHALK JG. 1902 FLUCHT USA | Konrad-Adenauer-Straße 228 · | 22. Juni 2016 |                           |
| Bild gesucht Die Wikipedia wünscht sich an dieser Stelle ein Bild vom hier behandelten Ort. Falls du dabei helfen möchtest, erklärt die Anleitung , wie das geht. BW | HIER WOHNTE SIMON COHEN JG. 1873 DEPORTIERT 1942 THERESIENSTADT ERMORDET IN TREBLINKA                                                                | Konrad-Adenauer-Straße 234 · | 5. März 2013  |                           |
| Bild gesucht Die Wikipedia wünscht sich an dieser Stelle ein Bild vom hier behandelten Ort. Falls du dabei helfen möchtest, erklärt die Anleitung , wie das geht. BW | HIER WOHNTE LINA COHEN JG. 1883 GEB. ROSENBAUM DEPORTIERT 1942 THERESIENSTADT ERMORDET IN TREBLINKA                                                  | Konrad-Adenauer-Straße 234 · | 5. März 2013  |                           |
| Bild gesucht Die Wikipedia wünscht sich an dieser Stelle ein Bild vom hier behandelten Ort. Falls du dabei helfen möchtest, erklärt die Anleitung , wie das geht. BW | HIER WOHNTE EMIL COHEN JG. 1908 FLUCHT 1936 PALÄSTINA ÜBERLEBT                                                                                       | Konrad-Adenauer-Straße 234 · | 5. März 2013  |                           |
| Bild gesucht Die Wikipedia wünscht sich an dieser Stelle ein Bild vom hier behandelten Ort. Falls du dabei helfen möchtest, erklärt die Anleitung , wie das geht. BW | HIER WOHNTE ELSE GOTTSCHALK JG. 1904 FLUCHT 1939 HOLLAND INTERNIERT WESTERBORK DEPORTIERT AUSCHWITZ ERMORDET 17.9.1943                               | Konrad-Adenauer-Straße 240 · | 13. Nov. 2019 |                           |
| Bild gesucht Die Wikipedia wünscht sich an dieser Stelle ein Bild vom hier behandelten Ort. Falls du dabei helfen möchtest, erklärt die Anleitung , wie das geht. BW | HIER WOHNTE GERSON FROHMANN JG. 1868 FLUCHT 1938 HOLLAND TOT 4.3.1941 HOOGEZAND                                                                      | Konrad-Adenauer-Straße 252 · | 4. Juni 2014  |                           |
| Bild gesucht Die Wikipedia wünscht sich an dieser Stelle ein Bild vom hier behandelten Ort. Falls du dabei helfen möchtest, erklärt die Anleitung , wie das geht. BW | HIER WOHNTE IDA FROHMANN JG. 1871 GEB. GANS FLUCHT 1938 HOLLAND INTERNIERT WESTERBORK DEPORTIERT 1942 AUSCHWITZ ERMORDET 14.1.1943                   | Konrad-Adenauer-Straße 252 · | 4. Juni 2014  |                           |
| Bild gesucht Die Wikipedia wünscht sich an dieser Stelle ein Bild vom hier behandelten Ort. Falls du dabei helfen möchtest, erklärt die Anleitung , wie das geht. BW | HIER WOHNTE SALLY LICHTENSTEIN JG. 1893 'SCHUTZHAFT' 1938 BUCHENWALD DEPORTIERT 1942 ERMORDET IN MAJDANEK                                            | Martin-Heyden-Straße 1 ·     | 5. März 2013  |                           |
| Bild gesucht Die Wikipedia wünscht sich an dieser Stelle ein Bild vom hier behandelten Ort. Falls du dabei helfen möchtest, erklärt die Anleitung , wie das geht. BW | HIER WOHNTE HANNA LICHTENSTEIN JG. 1903 GEB. HARTOCH DEPORTIERT 1942 ERMORDET IN MAJDANEK                                                            | Martin-Heyden-Straße 1 ·     | 5. März 2013  |                           |
| Bild gesucht Die Wikipedia wünscht sich an dieser Stelle ein Bild vom hier behandelten Ort. Falls du dabei helfen möchtest, erklärt die Anleitung , wie das geht. BW | HIER WOHNTE ANITA LICHTENSTEIN JG. 1933 DEPORTIERT 1942 ERMORDET IN MAJDANEK                                                                         | Martin-Heyden-Straße 1 ·     | 5. März 2013  |                           |
| Bild gesucht Die Wikipedia wünscht sich an dieser Stelle ein Bild vom hier behandelten Ort. Falls du dabei helfen möchtest, erklärt die Anleitung , wie das geht. BW | HIER WOHNTE ISIDOR DAHL JG. 1878 FLUCHT 1938 HOLLAND USA                                                                                             | Martin-Heyden-Straße 9 ·     | 8. Mai 2015   |                           |
| Bild gesucht Die Wikipedia wünscht sich an dieser Stelle ein Bild vom hier behandelten Ort. Falls du dabei helfen möchtest, erklärt die Anleitung , wie das geht. BW | HIER WOHNTE SOPHIE DAHL JG. 1882 GEB. BEESMAN FLUCHT 1938 HOLLAND MIT HILFE BEFREIT / ÜBERLEBT                                                       | Martin-Heyden-Straße 9 ·     | 8. Mai 2015   |                           |
| Bild gesucht Die Wikipedia wünscht sich an dieser Stelle ein Bild vom hier behandelten Ort. Falls du dabei helfen möchtest, erklärt die Anleitung , wie das geht. BW | HIER WOHNTE KARL DAHL JG. 1910 DEPORTIERT 1942 AUSCHWITZ ERMORDET 11.3.1945                                                                          | Martin-Heyden-Straße 9 ·     | 8. Mai 2015   |                           |
| Bild gesucht Die Wikipedia wünscht sich an dieser Stelle ein Bild vom hier behandelten Ort. Falls du dabei helfen möchtest, erklärt die Anleitung , wie das geht. BW | HIER WOHNTE RUTH DAHL JG. 1922 VERH. GREIFER FLUCHT 1938 USA                                                                                         | Martin-Heyden-Straße 9 ·     | 8. Mai 2015   |                           |
| Bild gesucht Die Wikipedia wünscht sich an dieser Stelle ein Bild vom hier behandelten Ort. Falls du dabei helfen möchtest, erklärt die Anleitung , wie das geht. BW | HIER WOHNTE ALBERT GOTTSCHALK JG. 1... | Pappelweg 27 ·               | 5. Juli 2017  |                           |
| Bild gesucht Die Wikipedia wünscht sich an dieser Stelle ein Bild vom hier behandelten Ort. Falls du dabei helfen möchtest, erklärt die Anleitung , wie das geht. BW | HIER WOHNTE JETTA GOTTSCHALK JG. 1... | Pappelweg 27 ·               | 5. Juli 2017  |                           |
| Bild gesucht Die Wikipedia wünscht sich an dieser Stelle ein Bild vom hier behandelten Ort. Falls du dabei helfen möchtest, erklärt die Anleitung , wie das geht. BW | HIER WOHNTE MARTHA GOTTSCHALK JG. 1... FLUCHT SÜDAFRIKA                                                                                              | Pappelweg 27 ·               | 5. Juli 2017  |                           |
| Bild gesucht Die Wikipedia wünscht sich an dieser Stelle ein Bild vom hier behandelten Ort. Falls du dabei helfen möchtest, erklärt die Anleitung , wie das geht. BW | HIER WOHNTE WILHELM GOTTSCHALK JG. 1873 DEPORTIERT 1942 THERESIENSTADT ERMORDET 1942 TREBLINKA                                                       | Sittarder Straße 28 ·        | 4. Juni 2014  |                           |
| Bild gesucht Die Wikipedia wünscht sich an dieser Stelle ein Bild vom hier behandelten Ort. Falls du dabei helfen möchtest, erklärt die Anleitung , wie das geht. BW | HIER WOHNTE FRIEDA IDA GOTTSCHALK JG. 1903 FLUCHT 1935 PALÄSTINA                                                                                     | Sittarder Straße 28 ·        | 4. Juni 2014  |                           |
| Bild gesucht Die Wikipedia wünscht sich an dieser Stelle ein Bild vom hier behandelten Ort. Falls du dabei helfen möchtest, erklärt die Anleitung , wie das geht. BW | HIER WOHNTE HILDE GOTTSCHALK JG. 1905 FLUCHT 1938 PARAGUAY AUSCHWITZ                                                                                 | Sittarder Straße 28 ·        | 4. Juni 2014  |                           |
| Bild gesucht Die Wikipedia wünscht sich an dieser Stelle ein Bild vom hier behandelten Ort. Falls du dabei helfen möchtest, erklärt die Anleitung , wie das geht. BW | HIER WOHNTE FLORA GOTTSCHALK JG. 1907 FLUCHT 1937 PALÄSTINA                                                                                          | Sittarder Straße 28 ·        | 4. Juni 2014  |                           |
| Bild gesucht Die Wikipedia wünscht sich an dieser Stelle ein Bild vom hier behandelten Ort. Falls du dabei helfen möchtest, erklärt die Anleitung , wie das geht. BW | HIER WOHNTE JOSEF BAUM JG. 1864 UNFREIWILLIG VERZOGEN 1936 HÜLCHRATH TOT 2.5.1939 NEUSS                                                              | Sittarder Straße 50 ·        | 4. Juni 2014  |                           |
| Bild gesucht Die Wikipedia wünscht sich an dieser Stelle ein Bild vom hier behandelten Ort. Falls du dabei helfen möchtest, erklärt die Anleitung , wie das geht. BW | HIER WOHNTE JOHANNA BAUM JG. 1866 GEB. MARX UNFREIWILLIG VERZOGEN 1936 HÜLCHRATH TOT 29.1.1938                                                       | Sittarder Straße 50 ·        | 4. Juni 2014  |                           |
| Bild gesucht Die Wikipedia wünscht sich an dieser Stelle ein Bild vom hier behandelten Ort. Falls du dabei helfen möchtest, erklärt die Anleitung , wie das geht. BW | HIER WOHNTE LEO BAUM JG. 1896 'SCHUTZHAFT' 1938 BUCHENWALD FLUCHT 1938 BELGIEN INTERNIERT DRANCY DEPORTIERT 1942 AUSCHWITZ ERMORDET 1942             | Sittarder Straße 50 ·        | 4. Juni 2014  |                           |
| Bild gesucht Die Wikipedia wünscht sich an dieser Stelle ein Bild vom hier behandelten Ort. Falls du dabei helfen möchtest, erklärt die Anleitung , wie das geht. BW | HIER WOHNTE FRIEDA ERNA BAUM JG. 1898 GEB. ROOS FLUCHT 1939 BELGIEN 1941 FRANKREICH INTERNIERT DRANCY DEPORTIERT 1942 AUSCHWITZ ERMORDET 1942        | Sittarder Straße 50 ·        | 4. Juni 2014  |                           |
| Bild gesucht Die Wikipedia wünscht sich an dieser Stelle ein Bild vom hier behandelten Ort. Falls du dabei helfen möchtest, erklärt die Anleitung , wie das geht. BW | HIER WOHNTE BERNHARD BAUM JG. 1926 FLUCHT 1939 BELGIEN 1941 FRANKREICH 1944 SCHWEIZ                                                                  | Sittarder Straße 50 ·        | 4. Juni 2014  |                           |
| Bild gesucht Die Wikipedia wünscht sich an dieser Stelle ein Bild vom hier behandelten Ort. Falls du dabei helfen möchtest, erklärt die Anleitung , wie das geht. BW | HIER WOHNTE OTTO BAUM JG. 1927 FLUCHT 1939 BELGIEN 1941 FRANKREICH 1944 SCHWEIZ                                                                      | Sittarder Straße 50 ·        | 4. Juni 2014  |                           |
| Bild gesucht Die Wikipedia wünscht sich an dieser Stelle ein Bild vom hier behandelten Ort. Falls du dabei helfen möchtest, erklärt die Anleitung , wie das geht. BW | HIER WOHNTE FERDINAND GOTTSCHALK JG. 1897 FLUCHT 1937 HOLLAND INTERNIERT WESTERBORK DEPORTIERT 1942 COSEL ORGANISATION SCHMELT ERMORDET 31.3.1944    | Sittarder Straße 57 ·        | 4. Juni 2014  |                           |
| Bild gesucht Die Wikipedia wünscht sich an dieser Stelle ein Bild vom hier behandelten Ort. Falls du dabei helfen möchtest, erklärt die Anleitung , wie das geht. BW | HIER WOHNTE JOHANNA GOTTSCHALK JG. 1896 GEB. BAUM FLUCHT 1937 HOLLAND INTERNIERT WESTERBORK DEPORTIERT 1942 AUSCHWITZ ERMORDET 7.9.1942              | Sittarder Straße 57 ·        | 4. Juni 2014  |                           |
| Bild gesucht Die Wikipedia wünscht sich an dieser Stelle ein Bild vom hier behandelten Ort. Falls du dabei helfen möchtest, erklärt die Anleitung , wie das geht. BW | HIER WOHNTE RUDOLF SALLY GOTTSCHALK JG. 1926 FLUCHT 1937 HOLLAND INTERNIERT WESTERBORK DEPORTIERT 1942 COSEL ORGANISATION SCHMELT ERMORDET 31.3.1944 | Sittarder Straße 57 ·        | 4. Juni 2014  |                           |
| Bild gesucht Die Wikipedia wünscht sich an dieser Stelle ein Bild vom hier behandelten Ort. Falls du dabei helfen möchtest, erklärt die Anleitung , wie das geht. BW | HIER WOHNTE ABRAHAM GOTTSCHALK JG. 1859 UNFREIWILLIG VERZOGEN 1938 AACHEN DEPORTIERT 1942 THERESIENSTADT 1942 TREBLINKA ERMORDET                     | Sittarder Straße 57 ·        | 4. Juni 2014  |                           |
| Bild gesucht Die Wikipedia wünscht sich an dieser Stelle ein Bild vom hier behandelten Ort. Falls du dabei helfen möchtest, erklärt die Anleitung , wie das geht. BW | HIER WOHNTE SOPHIE BAUM JG. 1867 GEB. SALMAGNE FLUCHT 1939 HOLLAND INTERNIERT WESTERBORK DEPORTIERT 1943 BERGEN-BELSEN ERMORDET 16.11.1943           | Sittarder Straße 68 ·        | 5. Juli 2017  |                           |
| Bild gesucht Die Wikipedia wünscht sich an dieser Stelle ein Bild vom hier behandelten Ort. Falls du dabei helfen möchtest, erklärt die Anleitung , wie das geht. BW | HIER WOHNTE JENNY ROER JG. 1894 FLUCHT 1938 HOLLAND MIT HILFE ÜBERLEBT                                                                               | Sittarder Straße 68 ·        | 5. Juli 2017  |                           |
| Bild gesucht Die Wikipedia wünscht sich an dieser Stelle ein Bild vom hier behandelten Ort. Falls du dabei helfen möchtest, erklärt die Anleitung , wie das geht. BW | HIER WOHNTE BERNHARD BAUM JG. 1905 FLUCHT USA | Sittarder Straße 68 ·        | 5. Juli 2017  |                           |
| Bild gesucht Die Wikipedia wünscht sich an dieser Stelle ein Bild vom hier behandelten Ort. Falls du dabei helfen möchtest, erklärt die Anleitung , wie das geht. BW | HIER WOHNTE MAX BAUM JG. 1907 FLUCHT 1939 HOLLAND INTERNIERT WESTERBORK DEPORTIERT 1943 AUSCHWITZ ERMORDET 31.3.1944                                 | Sittarder Straße 68 ·        | 5. Juli 2017  |                           |
| Bild gesucht Die Wikipedia wünscht sich an dieser Stelle ein Bild vom hier behandelten Ort. Falls du dabei helfen möchtest, erklärt die Anleitung , wie das geht. BW | HIER WOHNTE CARL BAUM JG. 1909 FLUCHT HOLLAND USA | Sittarder Straße 68 ·        | 5. Juli 2017  |                           |
| Bild gesucht Die Wikipedia wünscht sich an dieser Stelle ein Bild vom hier behandelten Ort. Falls du dabei helfen möchtest, erklärt die Anleitung , wie das geht. BW | HIER WOHNTE ALBERT BAUM JG. 1913 FLUCHT HOLLAND SÜDAMERIKA                                                                                           | Sittarder Straße 68 ·        | 5. Juli 2017  |                           |
| Bild gesucht Die Wikipedia wünscht sich an dieser Stelle ein Bild vom hier behandelten Ort. Falls du dabei helfen möchtest, erklärt die Anleitung , wie das geht. BW | HIER WOHNTE HELENA ROER JG. 1921 FLUCHT 1939 HOLLAND INTERNIERT WESTERBORK DEPORTIERT 1942 AUSCHWITZ ERMORDET 31.8.1942                              | Sittarder Straße 68 ·        | 5. Juli 2017  |                           |
| Bild gesucht Die Wikipedia wünscht sich an dieser Stelle ein Bild vom hier behandelten Ort. Falls du dabei helfen möchtest, erklärt die Anleitung , wie das geht. BW | HIER WOHNTE ILSE ROER JG. 1925 FLUCHT 1938 HOLLAND INTERNIERT WESTERBORK DEPORTIERT 1942 THERESIENSTADT ERMORDET 30.3.1944                           | Sittarder Straße 68 ·        | 5. Juli 2017  |                           |
| Bild gesucht Die Wikipedia wünscht sich an dieser Stelle ein Bild vom hier behandelten Ort. Falls du dabei helfen möchtest, erklärt die Anleitung , wie das geht. BW | HIER WOHNTE ALEX BAUM JG. 1872 INTERNIERT NOV. 1938 GRÜNER WEG AACHEN DEPORTIERT 1942 AUSCHWITZ ERMORDET 31.10.1942                                  | Sittarder Straße 68 ·        | 5. Juli 2017  |                           |
| Bild gesucht Die Wikipedia wünscht sich an dieser Stelle ein Bild vom hier behandelten Ort. Falls du dabei helfen möchtest, erklärt die Anleitung , wie das geht. BW | HIER WOHNTE CAROLINE BAUM JG. 1874 GEB. MARX INTERNIERT NOV. 1938 GRÜNER WEG AACHEN DEPORTIERT 1942 THERESIENSTADT ERMORDET IN AUSCHWITZ             | Sittarder Straße 68 ·        | 5. Juli 2017  |                           |
| Bild gesucht Die Wikipedia wünscht sich an dieser Stelle ein Bild vom hier behandelten Ort. Falls du dabei helfen möchtest, erklärt die Anleitung , wie das geht. BW | HIER WOHNTE REGINA BAUM JG. 1905 INTERNIERT NOV. 1938 GRÜNER WEG AACHEN DEPORTIERT 1942 SOBIBOR ERMORDET IN AUSCHWITZ                                | Sittarder Straße 68 ·        | 5. Juli 2017  |                           |
| Bild gesucht Die Wikipedia wünscht sich an dieser Stelle ein Bild vom hier behandelten Ort. Falls du dabei helfen möchtest, erklärt die Anleitung , wie das geht. BW | HIER WOHNTE LUDWIG BAUM JG. 1906 FLUCHT PALÄSTINA | Sittarder Straße 68 ·        | 5. Juli 2017  |                           |
| Bild gesucht Die Wikipedia wünscht sich an dieser Stelle ein Bild vom hier behandelten Ort. Falls du dabei helfen möchtest, erklärt die Anleitung , wie das geht. BW | HIER WOHNTE BERTHOLD BAUM JG. 1909 FLUCHT 1937 BOLIVIEN                                                                                              | Sittarder Straße 68 ·        | 5. Juli 2017  |                           |
| Bild gesucht Die Wikipedia wünscht sich an dieser Stelle ein Bild vom hier behandelten Ort. Falls du dabei helfen möchtest, erklärt die Anleitung , wie das geht. BW | HIER WOHNTE SAMUEL BAUM JG. 1862 FLUCHT HOLLAND TOT 10.10.1940 GELEEN                                                                                | Sittarder Straße 68 ·        | 5. Juli 2017  |                           |
| Bild gesucht Die Wikipedia wünscht sich an dieser Stelle ein Bild vom hier behandelten Ort. Falls du dabei helfen möchtest, erklärt die Anleitung , wie das geht. BW | HIER WOHNTE EMIL NATHAN BAUM JG. 1892 FLUCHT 1939 HOLLAND USA                                                                                        | Sittarder Straße 68 ·        | 5. Juli 2017  |                           |
| Bild gesucht Die Wikipedia wünscht sich an dieser Stelle ein Bild vom hier behandelten Ort. Falls du dabei helfen möchtest, erklärt die Anleitung , wie das geht. BW | HIER WOHNTE JEANETTE GOTTSCHALK GEB. KATZ SCHICKSAL UNBEKANNT                                                                                        | Sittarder Straße 75 ·        | 5. Juli 2017  |                           |
| Bild gesucht Die Wikipedia wünscht sich an dieser Stelle ein Bild vom hier behandelten Ort. Falls du dabei helfen möchtest, erklärt die Anleitung , wie das geht. BW | HIER WOHNTE ELLI GOTTSCHALK JG. 1902 FLUCHT FRANKREICH INTERNIERT DRANCY DEPORTIERT 1942 ERMORDET IN AUSCHWITZ                                       | Sittarder Straße 75 ·        | 5. Juli 2017  |                           |
| Bild gesucht Die Wikipedia wünscht sich an dieser Stelle ein Bild vom hier behandelten Ort. Falls du dabei helfen möchtest, erklärt die Anleitung , wie das geht. BW | HIER WOHNTE HELENE GOTTSCHALK JG. 1914 FLUCHT IUSA                                                                                                   | Sittarder Straße 75 ·        | 5. Juli 2017  |                           |

## Verlegungen
- 5. März  2013
- 3. Juni 2014
- 8. Mai 2015
- 22. Juni 2016
- 5. Juli 2017
- 13. November 2019